# Liber Historiae Francorum
Liber Historiae Francorum je kronika iz poznega  merovinškega obdobja, prej znana kot Gesta (regum) Francorum (ne sme se zamenjevati z Gesta Francorum et aliorum hierosolimitanorum, poročilom o prvi križarski vojni). Liber v 53 poglavjih zajema zgodovino frankovskega cesarstva do prve tretjine 8. stoletja. V zaključku kronike je zapis, da je  bilo pisanje dokončano v šestem letu vladavine kralja Teoderika IV., to je leta 727/728. 

## Avtorstvo
Avtorjevo ime ni znano. Raziskave na splošno kažejo, da bil iz Nevstrije, saj je središče njegovih opisov prav  ta del Frankovskega cesarstva. Kot kraj izvora sta bila prvotno predlagana Rouen in nato Saint-Denis,  po raziskavah pa se avtor zdaj večinoma obravnavan kot prebivalec Soissonsa. Različni sklici v besedilu Liber Historiae Francorum izrecno kažejo na tesno povezavo med avtorjem in opatijo Notre Dame v Soissonsu. Zdi se, da je bil avtor dobro obveščen tudi o družini Pipinidov, kasneje Karolingov, ki je imela velik vpliv na samostan. Če je ta predpostavka pravilna, je bil avtor Liber Historiae Francorum morda ženska, saj je bil Notre-Dame-de-Soissons ženski samostan. To domnevo podpira tudi podrobnejša obravnava in ocena žensk Merovingov in Karolingov, ki je deloma v nasprotju z Gregorjem Tourskim.